# Wolney Wagner de Siqueira
Wolney Wagner de Siqueira (Pirenópolis, 5 de novembro de 1945) é um engenheiro, empresário e político brasileiro.
Formado pela Universidade Federal de Goiás em engenharia civil, trabalhou na empresa Centrais Elétricas de Goiás e na direção do Departamento Nacional de Estradas e Rodagens, ocupando outros cargos políticos, como secretário municipal em Ceres e secretário estadual de Minas, Energia e Telecomunicações.
Elegeu-se deputado estadual, assumindo em 1975 e exercendo o cargo até 1987.
Também é empresário do ramo cinematográfico e sócio da da DENOR – Desmatamento do Norte.